# Stone Cold Crazy
"Stone Cold Crazy" é uma canção da banda britânica de rock Queen, originalmente lançada no álbum Sheer Heart Attack, de 1974 e divulgada como single em 1992, em duas versões, sendo uma delas um remix de Trent Reznor.
Estando em várias coletâneas do grupo, como Classic Queen e Queen Rocks, a canção também recebeu uma versão ao vivo no Live at the Rainbow '74. Também foi lançada como B-side do single "The Miracle", em 1989. Foi escrita pelos quatro integrantes da banda e tocada por muitos anos em seus shows da década de 1970.
Musicalmente tem sido descrita como uma canção rápida, com riffs de guitarra "que aceleram como uma locomotora fora de controle". Sobre seu gênero musical, a revista britânica de música Q afirmou que é "thrash metal antes de que o termo tenha sido inventado". Compartilhando da mesma opinião, a Allmusic, considerou-a como a canção precursora do thrash metal feito na década de 1980.
"Stone Cold Crazy" foi escolhida na 38º posição da VH1 Greatest Hard Rock Songs.

## Faixas
Single de 1992
1. "Stone Cold Crazy" - 2:21
2. "We Will Rock You"/"We Are the Champions" - 5:00
3. "Stone Cold Crazy" (re-produzido por Trent Reznor) - 3:49

## Ficha técnica
Banda
- Freddie Mercury - vocais
- Brian May - guitarras, vocal de apoio
- John Deacon - baixo
- Roger Taylor - bateria

Músicos convidados
- Roy Thomas Baker - produção musical
- Trent Reznor - produção musical

## Versão de Metallica
O Metallica gravou uma versão para a coletânea de 1990 Rubáiyát: Elektra's 40th Anniversary, em comemoração dos quarenta anos da Elektra Records, gravadora que distribuiu alguns álbuns do Queen nos Estados Unidos. Tal versão foi gravada após o cantor e compositor Tom Waits fracassar em sua interpretação. A canção ainda foi executada pela banda durante a turnê do Black Album. Ironicamente, o Metallica ganharia um prêmio Grammy por melhor interpretação de metal em 1991, prêmio que sempre foi negado ao Queen. James Hetfield, vocalista e guitarrista do Metallica, cantou "Stone Cold Crazy" com Queen e Tony Iommi no Freddie Mercury Tribute Concert, (Estádio de Wembley, Londres, 1992).
Josh Homme, vocalista do Queens of the Stone Age também a gravou, anos mais tarde.